# Malpaisillo
Malpaisillo es una localidad nicaragüense (nombrada así por las rocas de Malpai o cascajo que salieron de la erupción volcánica  del volcán cerro negro), cabecera municipal de Larreynaga del departamento de León en la República de Nicaragua, ubicada a 30 minutos de la cabecera departamental, la ciudad de León. Tras esta, es la segunda del departamento por habitantes. Cuenta con una extensión aproximada de 888 kilómetros cuadrados y una población que sobrepasa los 30.000 habitantes. Su posición geográfica es 120 40' de latitud norte y 86 34' de longitud oeste, a 92,28 metros sobre el nivel del mar.

## Descripción

### Fundación

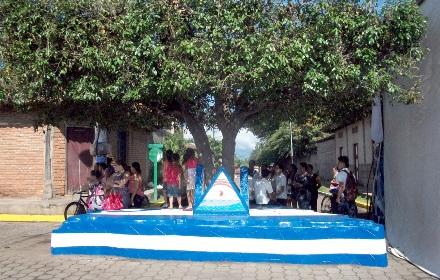
Este es el Simbólico Arbolito donde se Declaró el Acta de Fundación de Malpaisillo.

Fue fundada el 6 de septiembre de 1936 por el entonces alcalde de la ciudad de Telica, Coronel Manuel Ignacio Pereira Quintana, y su nombre oficial es en homenaje a Miguel Larreynaga.

### Límites
Sus límites son: al norte los municipios de El Sauce y Villanueva, al sur el municipio de La Paz Centro, al este el municipio de El Jicaral, y al oeste los municipios de León y Telica.

### Clima
El clima de Malpaisillo, es el tropical de sabana, que se caracteriza por una marcada estación seca de seis a siete meses de duración. Esta característica, unida a la creciente importancia de la ganadería en la zona, ha llevado a una preocupante deforestación de la misma durante los últimos años.
La mayor parte de la población económicamente activa se dedica la siembra de granos y cultivos como: ajonjolí, millón, maíz y sorgo.
Monumentos y otros lugares de interés
La localidad cuenta desde comienzos del siglo XXI con una plaza Central que en el año 2015 ha sido remodelada instalando en la misma una rotonda que es ahora el centro de las actividades culturales de la ciudad. Ahí mismo el Gobierno Central ha instalado un sistema de red de emisión inalámbrica para uso gratuito de los visitantes de la plaza para acceso a la red, comunicación, recreación e investigación para los jóvenes y los visitantes que a raíz de las protestas cívicas del 2018 fue retirado.
ONG en el Municipio
En el municipio desde la década de 1990 a 2010 se han instalado una serie de ONG’s que han contribuido al desarrollo con proyectos y en otros casos creado empleos, entre estos se destacan:
El Centro de Mujeres Xochitl Acatl que ha desarrollado proyectos de educación y formación a la mujer, ha aportado después del huracán Mitch la construcción de viviendas y ha trabajado en el área agropecuaria proyectos de empoderamiento de la mujer en la producción de granos y la crianza de animales domésticos como ovejas, cabras y ganado mayor entre otros. Es meritorio mencionar que su eje principal ha sido el trabajo con enfoque de género hacia la mujer y para ellas ha creado un dispensario, talleres, aulas de formación y una pequeña productora de bombas de mecate. Su directora y fundadora es una ciudadana vasca llamada
María Mercedes Brossa quien ha recibido el premio de colaboración que anualmente otorga el Gobierno vasco por la gestión de este proyecto.
Turismo
En sus cercanías se ubica el volcán activo Cerro Negro - cuya última erupción se produjo en el año de 1999 - que, indudablemente, es uno de los puntos cercanos que vale la pena visitar y el único lugar del mundo donde se puede practicar deslizadas volcánicas o "volcano surfing".
Carreteras
Malpaisillo cuenta con una carretera construida en la década de 1960 que une a los departamentos de León y Chinandega con los departamentos de Matagalpa y Estelí que atraviesa el municipio de suroeste a noreste y que de forma directa a la ciudad de Malpaisillo. En el año 2014 comienza la construcción de una nueva carretera que unirá al municipio de la Paz Centro con el departamento de Chinandega. Esta a su vez pretende agilizar el transporte entre la frontera de Honduras, por la zona del Guasaule, con la capital de Managua.
Transporte
La ciudad tiene un fluido servicio de autobuses y microbuses con la ciudad de León y el Norte del país. Hasta los años 90 del siglo XX contaba con una estación de ferrocarril.
Comunicaciones y Tecnología.
El Telégrafo
El telégrafo llegó al municipio con la llegada del ferrocarril, a inicios del siglo XX, cuando Malpaisillo era solo una estación de ferrocarril que posteriormente se transformó en una villa y que en 1939 fue ascendida a municipio.
Telefonía Analógica.
Desde la llegada del ferrocarril en la década de 1930 existía un sistema de telefonía análoga que fue mejorado en la década de los 80 y posteriormente, en la de los 90 con la privatización de Enitel  (Empresa Nacional de Telecomunicaciones), se instaló un sistema con el que se mejoró tanto la comunicación como la oferta de nuevas cuñas particulares, con lo cual Malpaisillo se acercó al avance tecnológico.
La primera computadora en el Pueblo.
En 1991 se introduce en el municipio la primera computadora personal, un Modelo IBM PS/1 con procesador Intel 80386 propiedad de Reynaldo Calero, un joven estudiante de programación que gana dicho equipo en un concurso sobre el uso de nuevas tecnologías promovido por un hermanamiento de la ciudad de Pitfield, Estados Unidos con la ciudad de León. Con este hecho se marca un hito tecnológico para el Municipio.
Llegada de la Red o Internet
Posteriormente en el año 2004 es el mismo Reynaldo Calero quien introduce también por primera vez el servicio de Internet por microondas, logrando de esta manera instalar el primer centro tecnológico de acceso a la red (cyber café) con fines comerciales para atender las necesidades de estudiantes y población en general. Así mismo este hecho posibilita también el inicio del primer taller de reparación y mantenimiento de computadoras en el municipio.
Llegada de los portátiles o celulares.
En el año 2004 la empresa Enitel introduce a Claro la primera antena para telefonía portátil, logrando de esta manera la comunicación sin cables en lugares remotos del municipio donde no se contaba con ningún servicio de telefonía. Para el año 2006 la empresa Movistar también instala su antena de telefonía portátil, ampliando la cobertura. En el año 2007 Enitel Claro realiza cambios en sus plantas locales de análogas a digitales, permitiendo por primera vez la venta del servicio de Internet particular a través de línea ASDL (línea telefónica).
Actualmente el municipio cuenta con tecnología de comunicación y transmisión de datos 3G y 4G que brindan las empresas Enitel Claro y Millicom Tigo en la zona urbana y 3G por todo su territorio.
Centros educativos.
Los centros educativos de la ciudad de Malpaisillo se rigen bajo el control del Ministerio de Educación del país (MINED).
Zona urbana:
- Jardín infantil "Pinocho".

- Centro para el Desarrollo Infantil (C.D.I.).

- Colegio preescolar y primaria "Adventista Eben-Ezer" (Privado).
- Primaria Colegio "Manuel Ignacio Pereira Quintana 18 de Junio".
- preescolar, primaria y secundaria Colegio "parroquial nuestra señora de Fatima"(Privado).
- Secundaria "Instituto Nacional España Malpaisillo"(I.N.E.M.).

Zona rural:
- secundaria Ricardo Morales Avilés - Mina el Limón.
- Instituto Nacional Xilonem (I.N.X.) - Calle Real de Tolapa.

- Otros.

Entre el centro educativo más grande de la ciudad de Malpaisillo se encuentra el Instituto Nacional España fue fundado el 19 de febrero del año de 1972, y a su vez es el más destacado en competencias departamentales y nacionales. Cuenta con las zonas arboladas más bonitas y grandes del departamento de León. Tiene profesores y licenciados profesionales y responsables, brindando una educación de calidad y optimista, estando calificado como una secundaria muy emblemática en el departamento.
- Alcaldes que ha tenido el Municipio.
- 1936-1946 Manuel Ignacio Pereira Quintana
- 1947-1948 Salvador Narváez
- 1948-1950 Virgilio Silva Toruño
- 1950-1963 César Mayorga Juárez
- 1963-1964 Benito Irías
- 1964-1966 Doña Efigenia V. de Irías
- 1966-1968 Benigno Reyes Palacios
- 1968-1970 Pablo Argeñal Rivas
- 1970-1972 Benigno Reyes Palacios
- 1972-1974 Alberto William A
- 1974-1974 Manuel Ignacio Pereira Herrera (Solo Pocos Meses)
- 1974-1979 Antonio Urbina Debayle
- 1979-1988 Otoniel Pereira M
- 1988-1989 Roberto Novoa
- 1989-1991 Justino Fonseca Mena
- 1991-1997 Bayardo Juárez Tórrez
- 1997-2000 Leonel Navarro Cáceres
- 2000-2001 Tomás Vílchez Barrera
- 2001-2005 Bernabé Acosta Narváez
- 2005-2009 Rodrigo Alonso Salmerón
- 2009-2017 Enrique José Gómez Toruño.